# كريس بيل
كريس بيل (بالإنجليزية: Chris Bell)‏ هو محامي وصحفي وسياسي أمريكي، ولد في 23 نوفمبر 1959 في الولايات المتحدة. حزبياً، نشط في الحزب الديمقراطي. في انتخابات مجلس النواب الأمريكي 2002 ‏، انتخب عضو مجلس النواب الأمريكي عن دائرة Texas's 25th congressional district ‏ وقد انضم خلال فترته النيابية ‏ (7 يناير 2003 – 3 يناير 2005)  للكتلة البرلمانية الحزب الديمقراطي وانتخب عضو ‏ وانتخب عضو مجلس النواب الأمريكي.